# Alfredo 2
Alfredo 2 è un album in studio frutto della collaborazione tra il rapper statunitense Freddie Gibbs e il produttore hip-hop statunitense The Alchemist . È stato pubblicato il 25 luglio 2025 dall'etichetta discografica di Gibbs, ESGN Records, e da ALC Records, con distribuzione Virgin Music Group.
L'album è il seguito dell'album Alfredo di Gibbs e The Alchemist, candidato ai Grammy Award del 2020 come miglior album rap, diventando il loro secondo progetto come duo e il loro terzo album collaborativo in assoluto, dopo Fetti del 2018 con il rapper Curren$y. L'album presenta apparizioni come ospiti di Anderson.Paak, Larry June e JID.